# Horodniceni
Horodniceni – wieś w Rumunii, w okręgu Suczawa, w gminie Horodniceni. W 2011 roku liczyła 1030 mieszkańców. 